# Adams Glacier (glaciär i Victoria Land, Antarktis)
Adams Glacier är en glaciär i Antarktis. Den ligger i Östantarktis. Nya Zeeland gör anspråk på området. Adams Glacier ligger 668 meter över havet.
Terrängen runt Adams Glacier är lite bergig. Trakten är obefolkad utan några samhällen i området. 